# Quartier du Château (Limoges)
Le Château est un quartier du centre-ville de Limoges.
Quartier central de la ville, constitué autour de l'ancienne abbaye Saint-Martial et de l'ancien château des Vicomtes de Limoges dont la motte castrale est arasée à la Révolution, il s'oppose historiquement au quartier de la Cité, qui n'est distant que de deux-cents mètres, dominé sous l'Ancien régime par le pouvoir épiscopal incarné par la présence de la cathédrale.
Fortement remanié au XXe siècle, ce quartier commerçant à l'architecture disparate accueille également plusieurs administrations et services publics qui en font le cœur économique et politique de la ville.

## Géographie

### Situation

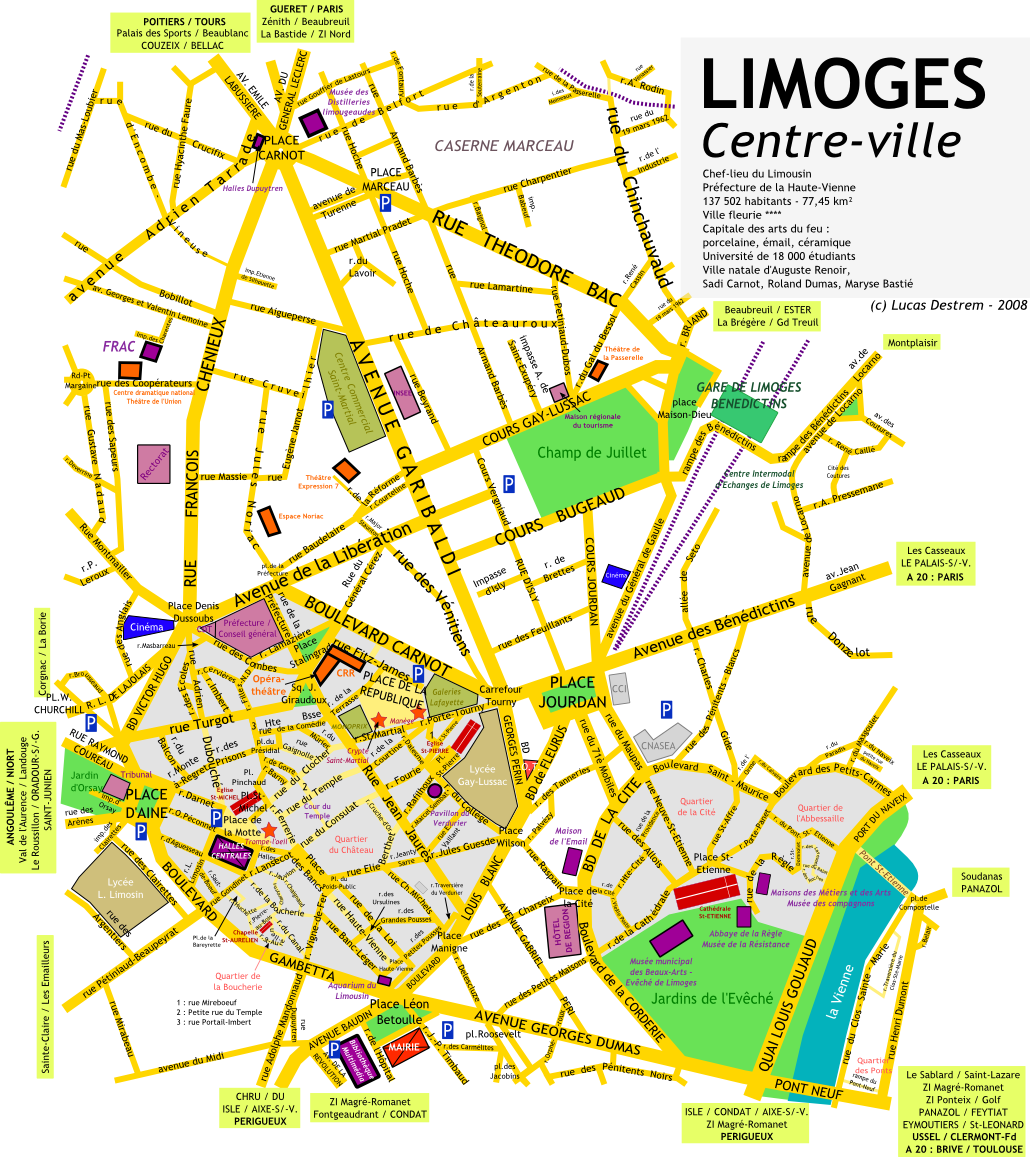
Plan du grand centre-ville de Limoges, qui comprend la Cité, le Château (quartier central traité dans cet article, et les quartiers de la gare et de la place Carnot). Ici, le Château correspond à la partie grisée de gauche.

La ville de Limoges présente la particularité de posséder deux quartiers présentant les caractéristiques historiques, économiques et géographiques d'un centre-ville.
- Ces deux quartiers, la Cité et le Château, se sont définis durant le Haut Moyen Âge. La première était sous l'autorité de l'évêque (clergé séculier), au pied de la cathédrale, quand le deuxième était dirigé par les seigneurs, vicomtes de Limoges, autour de l'église Saint-Pierre et l'abbaye Saint-Martial (clergé régulier) renfermant le tombeau de saint Martial, et du château (actuelle place de la Motte)
- Les deux entités ont une forme circulaire, rappel des remparts médiévaux.

Le Château est de nos jours le centre économique et géographique de la commune de Limoges, au détriment de la Cité, qui est construite autour de la cathédrale, en général au centre du centre-ville de nombre d'autres villes françaises.

### Morphologie urbaine
Le centre-ville est entouré à la période médiévale, et jusqu'au XVIIIe siècle, par des remparts, épousant peu près les limites actuelles du quartier, les boulevards.
Ces remparts étaient percés de plusieurs portes (ici dans le sens des aiguilles d'une montre, depuis la porte Montmailler, au nord) :
- porte Montmailler (actuellement place Denis-Dussoubs) ;
- porte Mirebœuf (actuellement carrefour Tourny) ;
- porte Boucherie (actuellement Place Wilson) ;
- porte Vieille-Monnaie (actuellement rue Jean-Jaurès) ;
- porte Manigne (actuellement place Manigne) ;
- porte Pissevache (actuellement rue Vigne-de-Fer) ;
- porte Lansecot (actuellement rue Petiniaud-Beaupeyrat) ;
- porte des Arènes (actuellement rue Othon Péconnet).

Le quartier est situé en plein centre géographique de la ville.
Il est délimité par des boulevards, avenues et places, reprenant le tracé des anciens remparts.
Ces boulevards et carrefours sont dans le sens des aiguilles d'une montre, en partant de l'hôtel de ville :
- Place Léon Betoulle, lieu de l'hôtel de ville et de l'aquarium ;
- Boulevard Gambetta ;
- Place d'Aine, une des principales places de Limoges avec la place Carnot, la place Denis Dussoubs et la place de la République, lieu du tribunal ;
- Boulevard Victor Hugo ;
- Place Denis-Dussoubs, considérée comme une des plus remarquables et plus animées de Limoges, grâce à ses façades rouges, le cinéma Multiplex et les bars ;
- Avenue de la Libération ;
- Place de la Préfecture ;
- Place Stalingrad, place moins grande mais très fréquentée, avec la présence de l'Opéra-théâtre, de la Fnac, du CRR et la proximité de la préfecture, du conseil général et des rues commerçantes du centre-ville ;
- Boulevard Carnot ;
- Carrefour Tourny, autre carrefour névralgique, accueillant le lycée Gay-Lussac, les galeries Lafayette et le célèbre Luk Hôtel ;
- Boulevard Georges Périn ;
- Place Wilson ;
- Place Manigne, point le plus proche du quartier de La Cité ;
- Boulevard Louis Blanc.

Le contour du centre-ville reçoit plusieurs grandes artères de la ville :
- l'avenue Georges Dumas (vers l'A20, Toulouse, Panazol, Clermont) ;
- l'avenue Baudin (vers Isle, Périgueux) ;
- la rue des Arènes (vers St-Junien, Angoulême, Niort, Saintes) ;
- la rue François Chénieux et l'avenue Garibaldi (Couzeix, Poitiers, Beaubreuil, A20, Paris, Ambazac, Guéret) ;
- la place Jourdan et l'avenue des Bénédictins (A20, Le Palais).

L'artère centrale du centre-ville est la rue Jean-Jaurès, prolongée par la rue de la Préfecture (axe latéral).
Les rues secondaires sont la rue Turgot, qui joint le boulevard Victor Hugo au square Jean Giraudoux, la rue Adrien Dubouché, qui relie la place Denis Dussoubs à la place de la Motte, la rue du Général Cérez, entre l'avenue de la Libération et la place Stalingrad, et la rue Gondinet, prolongée par les rues Lansecot, du Consulat, Fourie, St-Pierre et Porte-Tourny, entre le boulevard Gambetta et le carrefour Tourny (axe transversal).

### Transports
La ligne 4 est la seule à pénétrer véritablement dans le centre-ville (arrêts Louis Blanc et Saint-Pierre), les autres ne restant que sur les boulevards.
Lignes desservant les boulevards : 1 2 5 6 8 et 10

## Culture et patrimoine

### Rues pittoresques
- Les rues commerçantes très fréquentées par les Limougeauds entre la rue Jean-Jaurès et la place de la Motte : rue du Consulat, rue du Temple, rue du Clocher, rue Ferrerie et cour du Temple.
- Les rues tout aussi commerçantes et incontournables de l'ouest du centre-ville : la rue Adrien Dubouché, la place du Présidial, la rue Monte-à-Regret.
- La principale place du centre-ville : la place de la Motte (La Mòta) et son trompe-l'œil, lieu animé, où se trouvent les Halles Centrales
- Les petites ruelles du vieux quartier de la Boucherie : la rue de la Boucherie (La Bocharia), la rue Cruche-d'Or (rua daus Cruchadors[2])...
- la rue Haute-Vienne (rua Viena-Nauta)

En italique : noms occitans.

### Monuments
- église Saint-Michel-des-Lions
- église Saint-Pierre-du-Queyroix
- crypte Saint-Martial
- chapelle St-Aurélien
- Halles

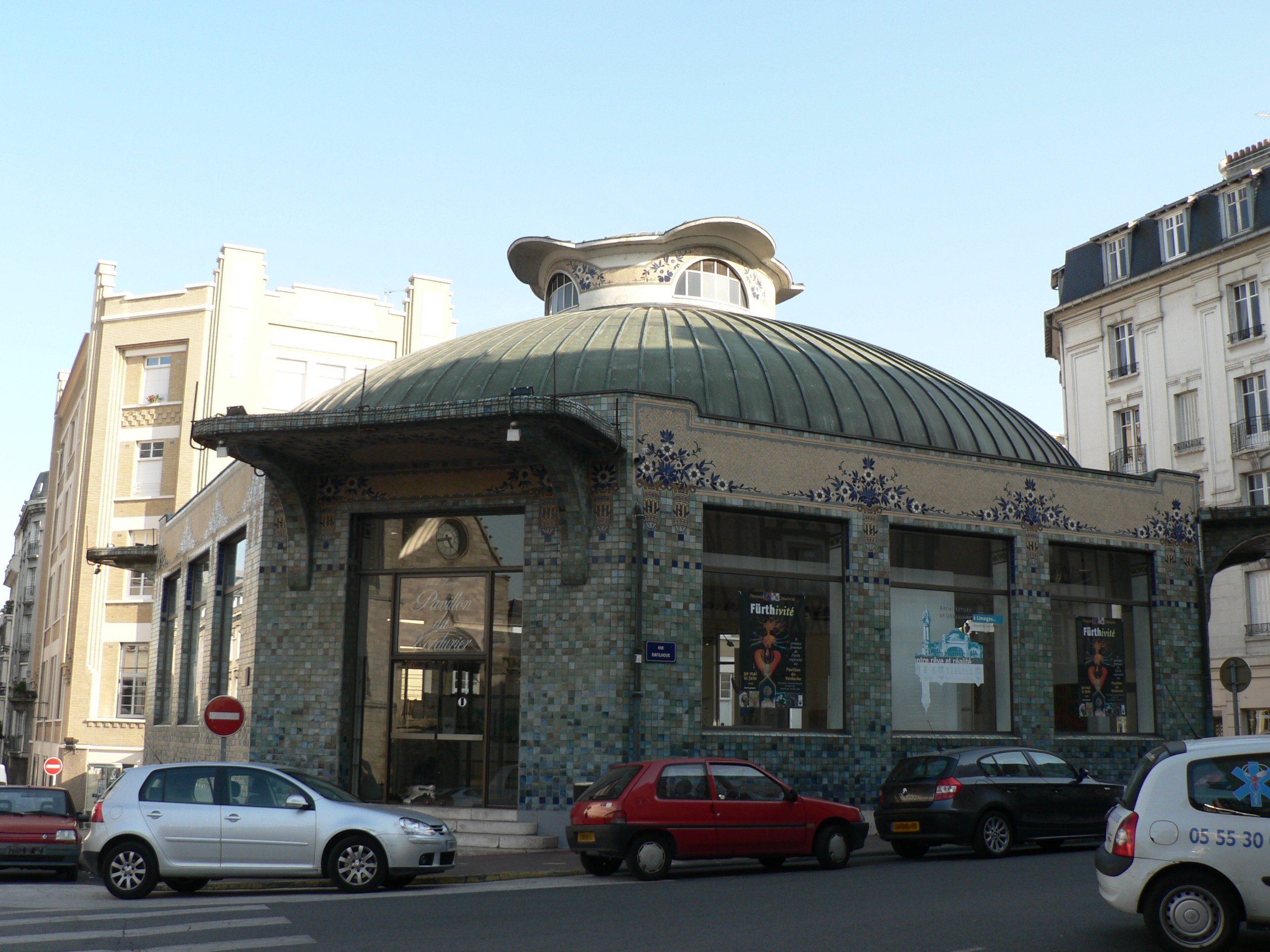
Le pavillon du Verdurier, ancienne gare routière. Il accueille maintenant des expositions.
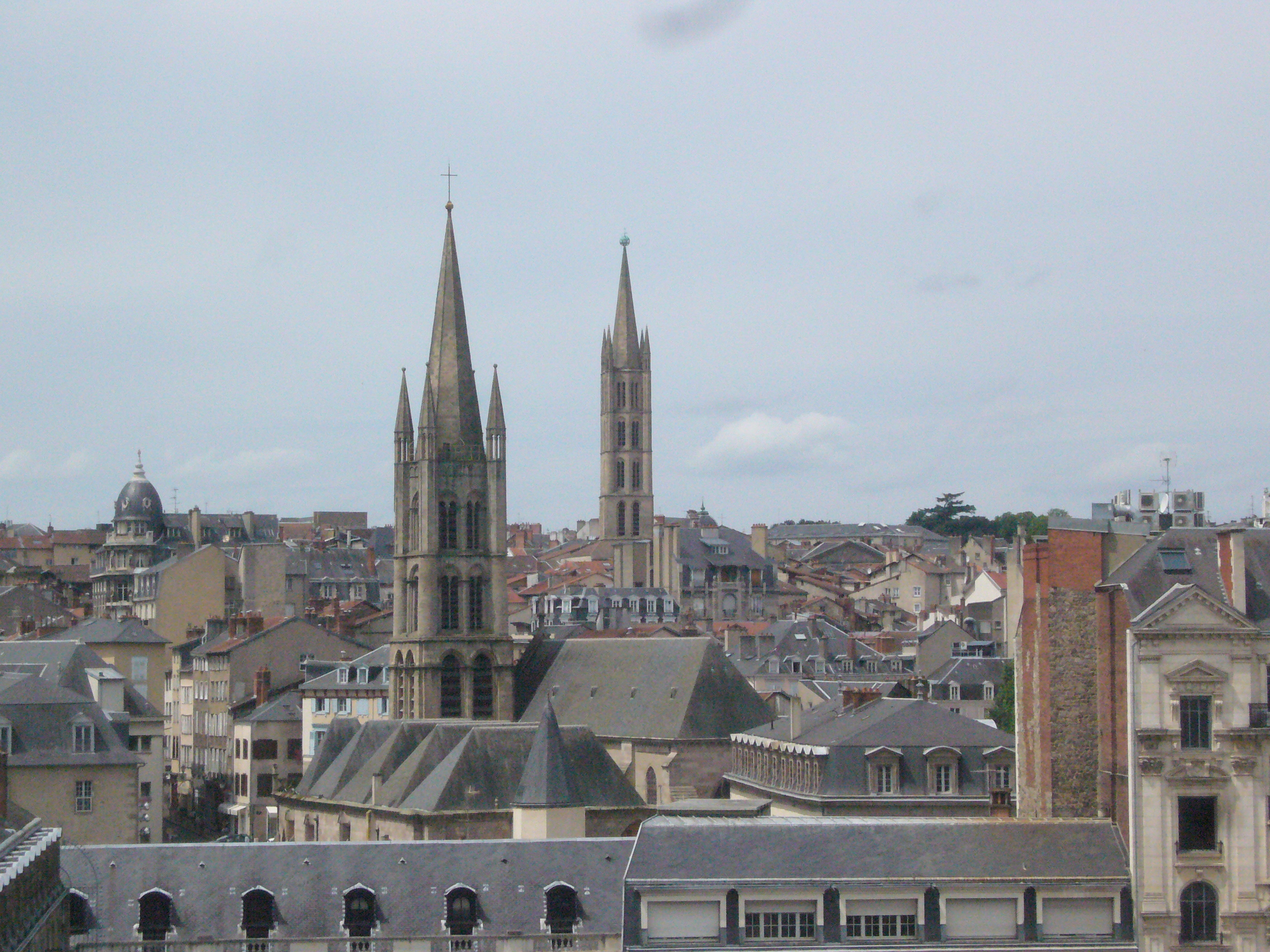
Vue du quartier depuis le toit de la Chambre de commerce et d'industrie de Limoges et de la Haute-Vienne
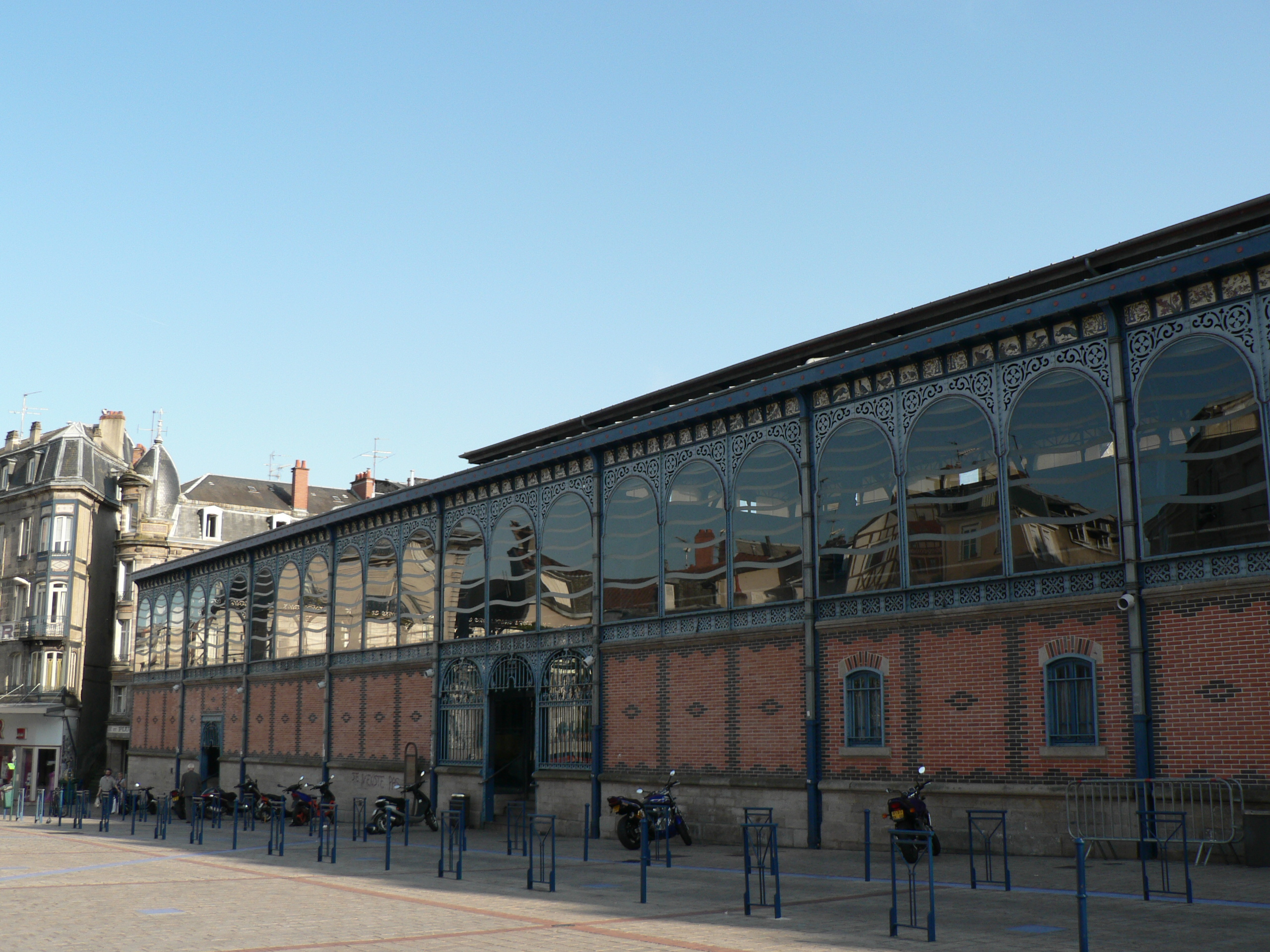
Les halles centrales, place de la Motte
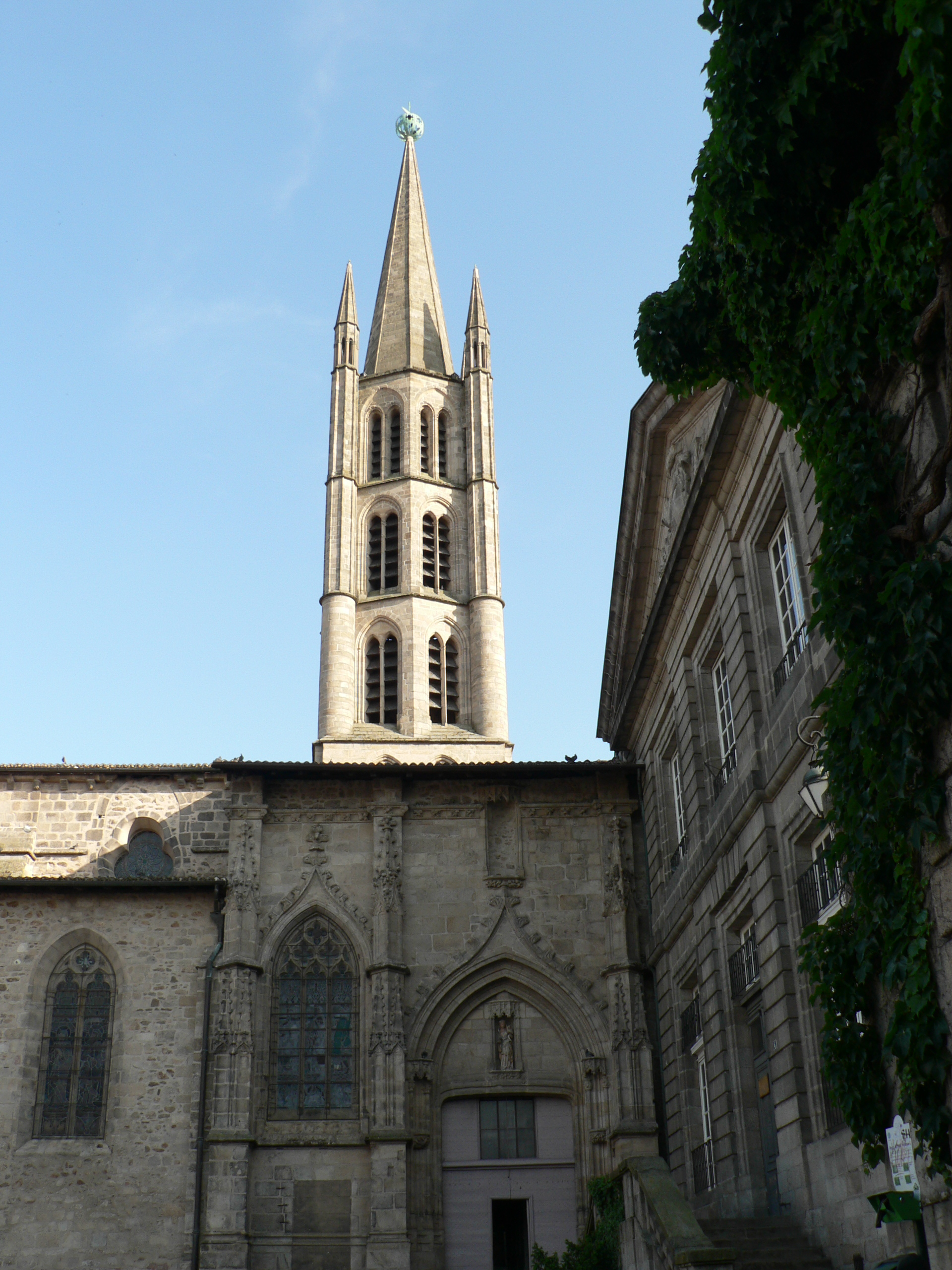
L'église Saint-Michel-des-Lions et sa curieuse flèche sphérique
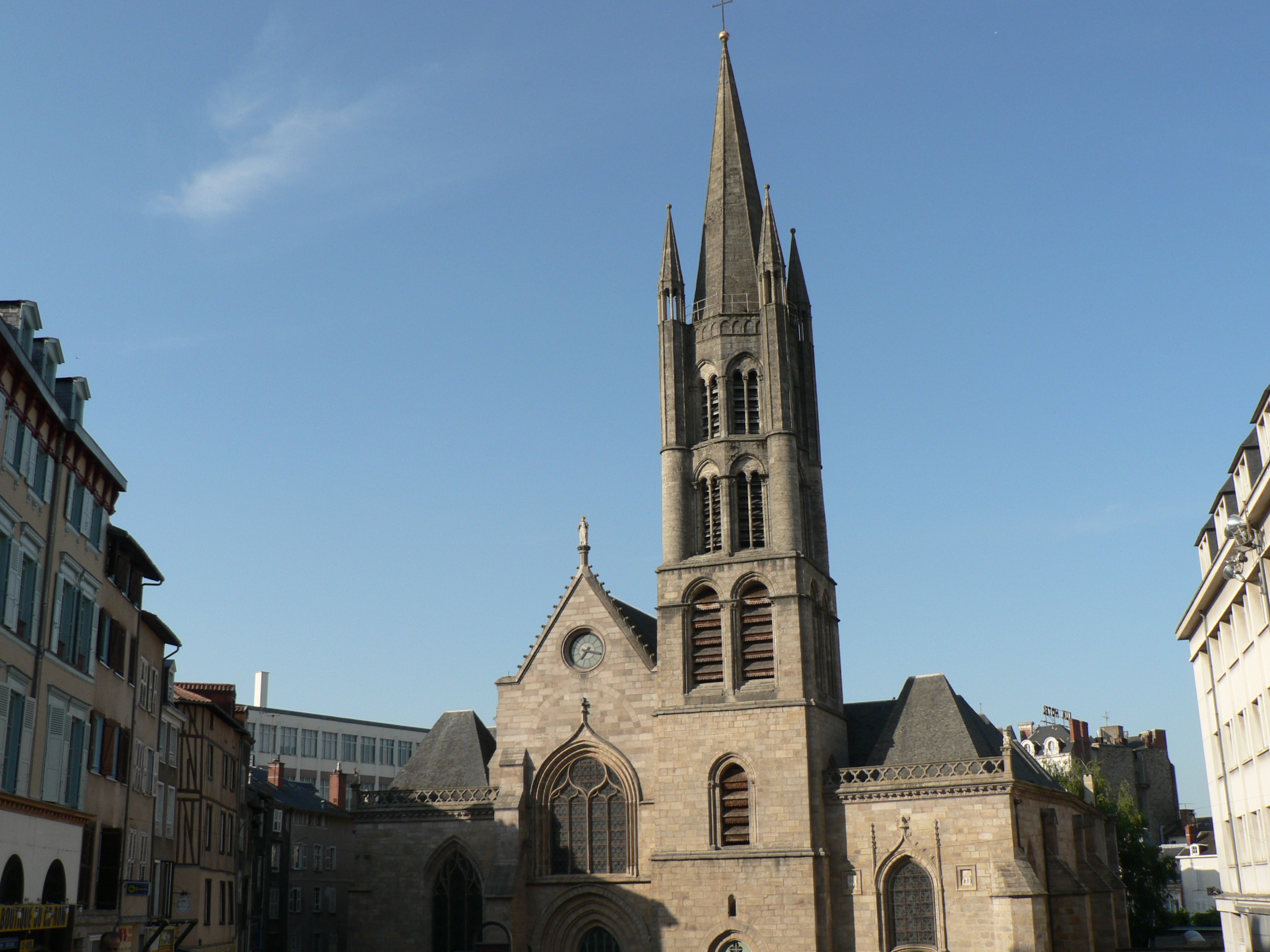
Eglise Saint-Pierre du Queyroix
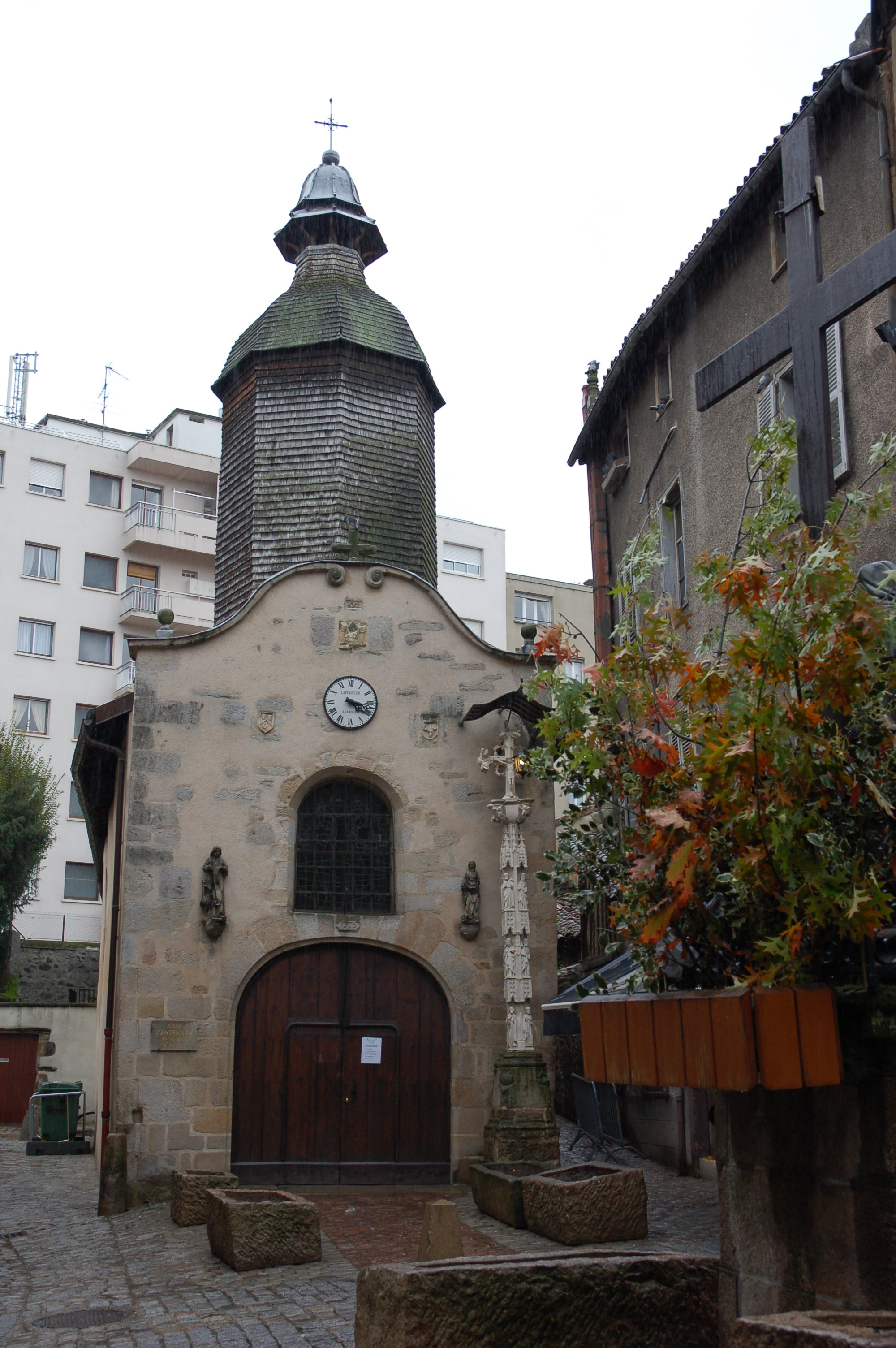
La chapelle Saint-Aurélien de Limoges
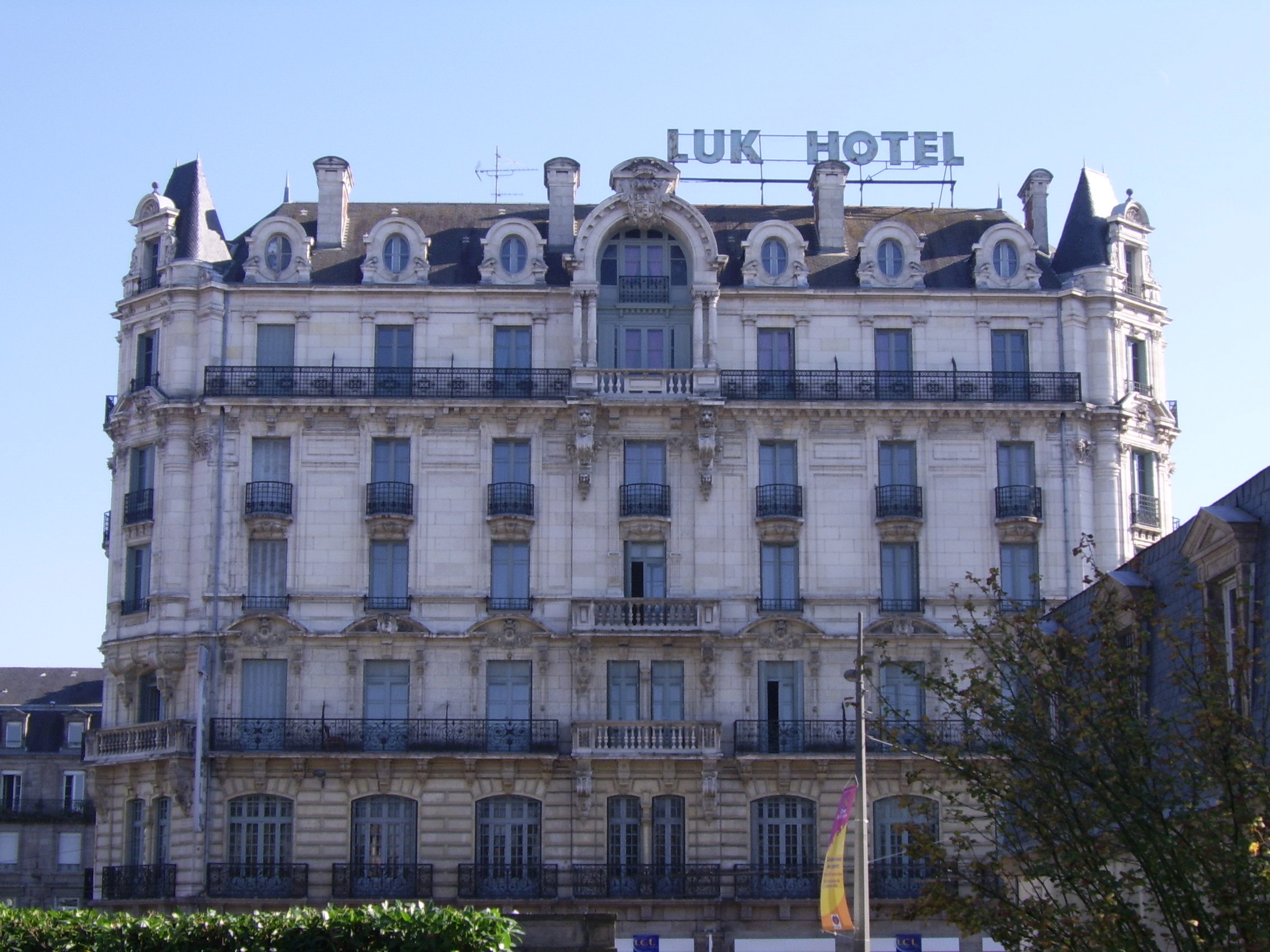
Le Luk Hôtel (ex Central-Hôtel), carrefour Tourny, hôtel jusqu'en 2007
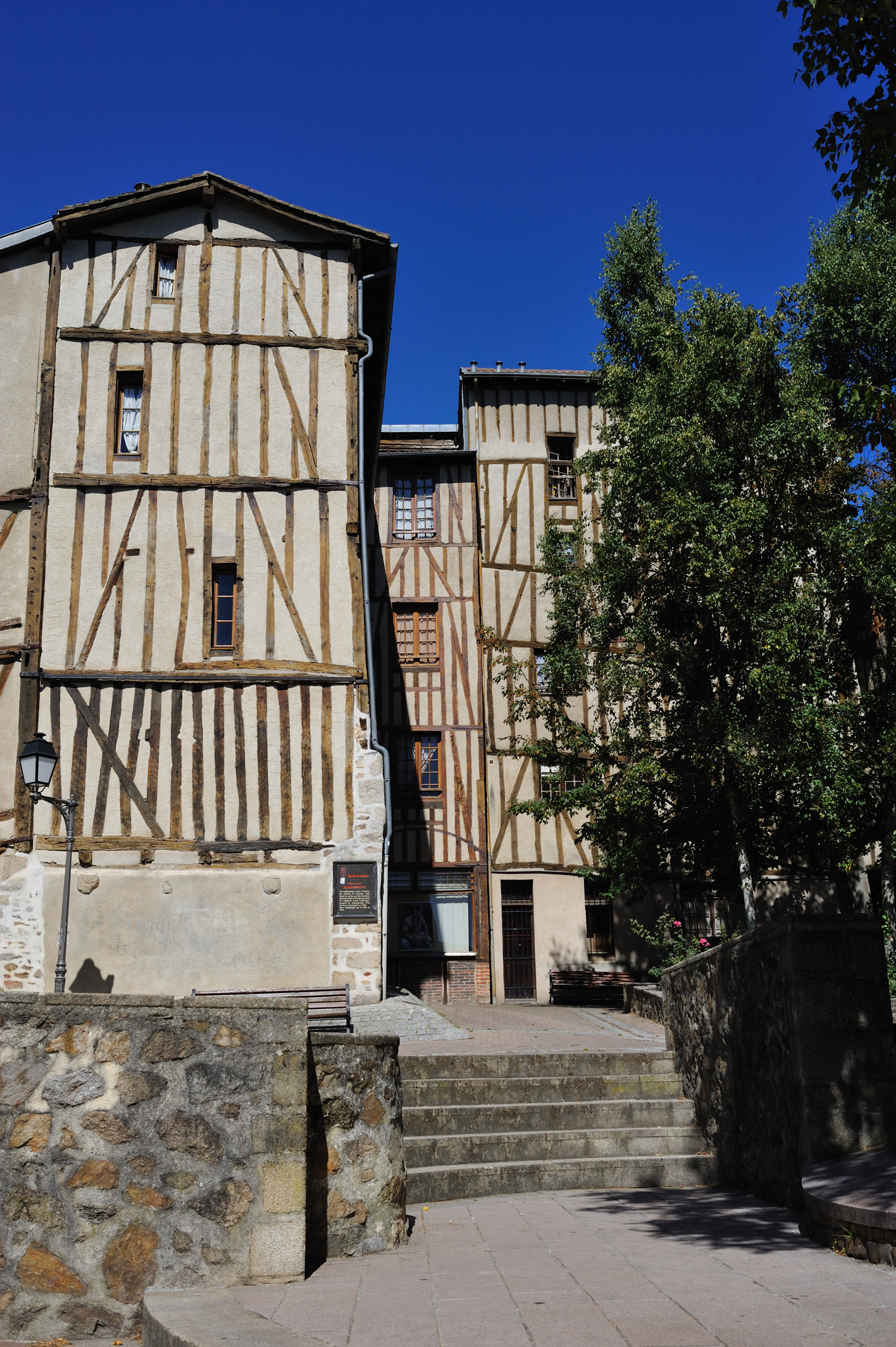
La place de la Barreyrette
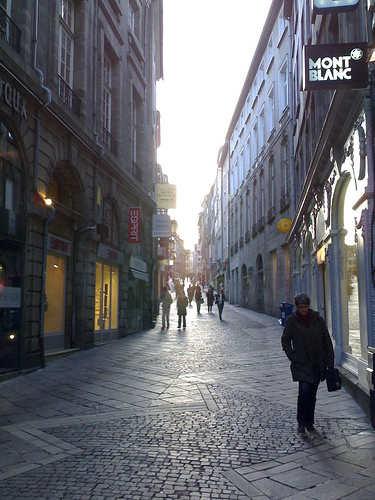
La rue du Consulat, une des principales rues commerçantes de la ville

## Population et société

### Services publics et administratifs
- Le Conseil départemental de la Haute-Vienne
- La préfecture
- L'Opéra
- Les Halles Centrales (l'Ala en occitan)
- la Maison du peuple
- le Conservatoire à rayonnement régional

### Économie
De nombreux commerces ont élu boutique dans le centre-ville, comme dans tous les centres de villes. Une mainmise des boutique de vêtements est à noter, comme il est désormais légion dans les rues commerçantes.
Une association spécifique, nommée Cœur de Limoges, a été créée, et une page spéciale lui est régulièrement consacrée dans le journal Le Populaire du Centre : Tour de Ville. Elle a pour missions principales la dynamisation commerciale et artisanale du centre-ville, la rénovation des logements et la réhabilitation des structures et des façades, la mise en valeur du patrimoine et de l'architecture et la promotion touristique, avec l'aide de la municipalité, de la CCI et de l'office de tourisme.